# 俞顺福
俞顺福（韓語：유순복，1970年8月2日—），朝鲜女子乒乓球运动员。她在1992年巴塞罗那奥运会中，参加了女子乒乓球比赛，并获得女子乒乓球比赛双打铜牌。